# 1930-as Le Mans-i 24 órás verseny
A 8. Le Mans-i 24 órás versenyt 1930. június 21-én rendezték meg.

## Végeredmény
|   | Kategória | #  | Csapat                        | Versenyzők                          | Modell                             | Motor                           | Körök |
| - | --------- | -- | ----------------------------- | ----------------------------------- | ---------------------------------- | ------------------------------- | ----- |
| 1 | 8.0       | 4  | Bentley Motors Ltd.           | Woolf Barnato Glen Kidston          | Bentley Speed Six "Old Number One" | Bentley 6.6L I6                 | 179   |
| 2 | 8.0       | 2  | Bentley Motors Ltd.           | Frank Clement Richard Watney        | Bentley Speed Six                  | Bentley 6.6L I6                 | 173   |
| 3 | 3.0       | 15 | Arthur W. Fox Charles Nicholl | Brian E. Lewis Hugh Eaton           | Talbot AO90                        | Talbot 2.3L I4                  | 162   |
| 4 | 3.0       | 16 | Arthur W. Fox Charles Nicholl | Johnny Hindmarsh Tim Rose-Richards  | Talbot AO90                        | Talbot 2.3L I4                  | 160   |
| 5 | 2.0       | 23 | Lord Howe                     | Lord Howe Leslie Callingham         | Alfa Romeo 6C 1750GS               | Alfa Romeo 1.8L Supercharged I6 | 159   |
| 6 | 1.5       | 24 | Lea-Francis                   | Kenneth Peacock Sammy Newsome       | Lea-Francis Hyper S-Type           | Meadows 1.5L Supercharged I4    | 140   |
| 7 | 1.5       | 25 | Mme. Marguerite Mareuse       | Marguerite Mareuse Odette Siko      | Bugatti Type 40                    | Bugatti 1.5L I4                 | 132   |
| 8 | 1.1       | 27 | Tracta                        | Jean-Albert Grégoire Fernand Vallon | Tracta A28                         | S.C.A.P. 1.0L I4                | 128   |
| 9 | 1.1       | 26 | Tracta                        | Roger Bourcier Louis Debeurgny      | Tracta A28                         | S.C.A.P. 1.0L I4                | 123   |

## Nem ért célba
|     | Kategória | #  | Csapat                          | Versenyzők                           | Modell            | Motor                              | Körök |
| --- | --------- | -- | ------------------------------- | ------------------------------------ | ----------------- | ---------------------------------- | ----- |
| 10  | 5.0       | 8  | Hon. Miss Dorothy Paget         | Dr. Dudley Benjafield Giulio Ramponi | Bentley Blower C  | Bentley 4.4L Supercharged I4       | 144   |
| 11  | 5.0       | 9  | Hon. Miss Dorothy Paget         | Sir Henry Birkin Jean Chassagne      | Bentley Blower C  | Bentley 4.4L Supercharged I4       | 138   |
| 12  | 8.0       | 1  | Rudolf Caracciola               | Rudolf Caracciola Christian Werner   | Mercedes-Benz SS  | Mercedes-Benz 7.1L Supercharged I6 | 85    |
| 13  | 1.1       | 28 | Mrs. Huskinson & Fane           | R.C. Murton-Neale Jack Hicks         | MG M Midget       | MG 0.8L I4                         | 82    |
| 14  | 8.0       | 6  | Parke                           | Georges Philippe Edmond Bourlier     | Stutz DV32        | Stutz 5.4L I8                      | 42    |
| 15  | 8.0       | 5  | Éduoard Brisson                 | Éduoard Brisson Louis Rigal          | Stutz DV32        | Stutz 5.4L I8                      | 34    |
| 16  | 1.1       | 29 | Francis Samuelson               | F.H.B. Samuelson Freddy Kindell      | MG M Midget       | MG 0.8L I4                         | 28    |
| 17  | 8.0       | 3  | Bentley Motors Ltd.             | Sammy Davis Clive Dunfee             | Bentley Speed Six | Bentley 6.6L I6                    | 21    |
| DNS | 1.5       | ?  | Bollack, Netter et Cie (B.N.C.) | Nincs versenyző                      | B.N.C.            | B.N.C. 1.5L I4                     | -     |